# Amter du Danemark
Pour les articles homonymes, voir Amter.

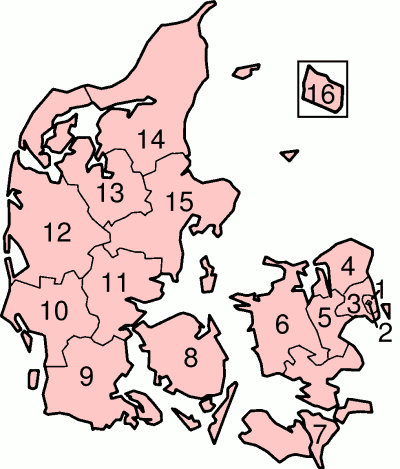
Amter du Danemark

Avant le 1er janvier 2007, le Danemark était divisé en treize amter (pluriel de amt, traduit en anglais par « county », en français par « département » dans les sites officiels danois) et 271 communes. Ces départements ont été remplacés par un nouveau découpage régional du pays. Avant 1970, le Danemark comptait 24 amter.

## Cas particuliers
Trois communes avaient des privilèges spéciaux : 
- Les communes de Copenhague et de Frederiksberg détenaient également à eux-seuls les statuts de amter. D'ailleurs, malgré son nom, l’amt de Copenhague comprenait toutes les communes métropolitaines de la capitale danoise, à l'exception justement de celles de Copenhague et de Frederiksberg.
- La « commune régionale Bornholm » était composée des cinq anciennes communes de l'île de Bornholm et de l'ancien amt de l'île.

Le Groenland (Grønland) et les Îles Féroé appartiennent aussi au royaume de Danemark, mais ont un statut plus ou moins autonome. Ils sont représentés par deux sièges au parlement.

## Liste des amter (1970-2006)
1. Commune de Copenhague
2. Commune de Frederiksberg
3. Amt de Copenhague
4. Amt de Frederiksborg
5. Amt de Roskilde
6. Amt de Sjælland occidental (Vestsjælland)
7. Amt de Storstrøm
8. Amt de Fionie (Fyn)
9. Amt du Jutland du Sud (Sønderjylland)
10. Amt de Ribe
11. Amt de Vejle
12. Amt de Ringkjøbing
13. Amt de Viborg
14. Amt du Jutland du Nord (Nordjylland)
15. Amt d'Aarhus (Århus)
16. Commune régionale de Bornholm